# Selters (Ortenberg)
Selters ist ein Stadtteil von Ortenberg im südhessischen Wetteraukreis.

## Geografie
Selters liegt am Rande des westlichen Vogelsbergs auf einer Höhe von 147 m ü. NN, 2 km südwestlich des Zentrums von Ortenberg und 7,5 km nordwestlich von Büdingen.
Zu Selters zählt das auf einem Hang über der Nidder auf den Resten der kleinen Burg Konradsdorf errichtete ehemalige Kloster Konradsdorf, heute Teil der hessischen Staatsdomäne Konradsdorf. 

## Geschichte

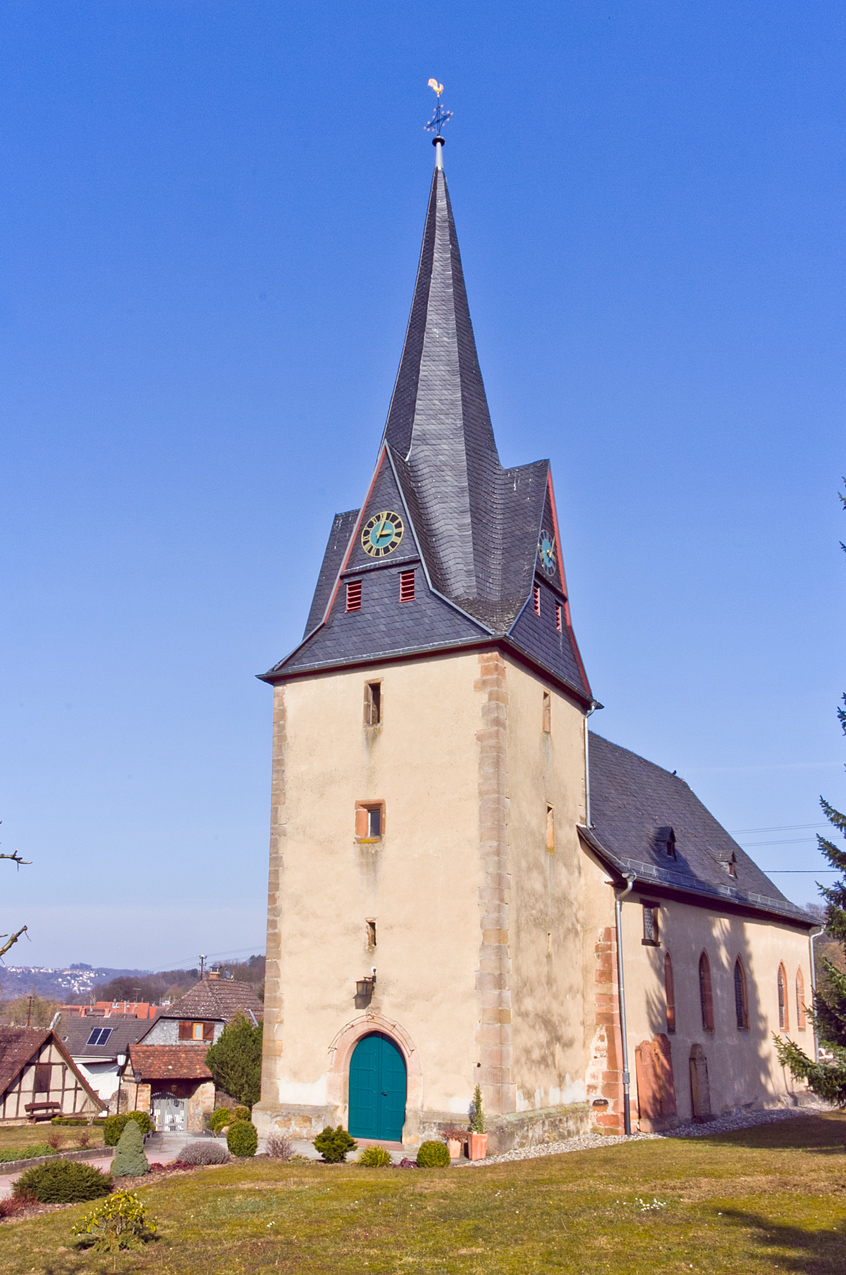
Kirche in Selters

### Mittelalter
Die älteste bekannte Erwähnung des Ortes stammen aus den Jahren 750–802 als Seltrese 
in der Zeit der beiden ersten Äbte des Klosters Fulda, nämlich Sturmius und Baugulf von Fulda. Letzterer starb 802.
Selters gehörte im Mittelalter und in der frühen Neuzeit zum Amt Ortenberg, einem Kondominat, das von drei Landesherren aus dem Kreis der Mitglieder des Wetterauer Grafenvereins gebildet wurde.

### Frühe Neuzeit
Da alle drei Herren des Kondominats sich der Reformation zuwandten, wurde auch Selters zunächst lutherisch. 1601 kam es zu einer Realteilung des Kondominats, wobei das Dorf Selters an die Grafschaft Hanau-Münzenberg (ab 1642: Grafschaft Hanau) fiel. Graf Philipp Ludwig II. von Hanau-Münzenberg verfolgte aber ab 1597 eine entschieden reformierte Kirchenpolitik. Er machte vom Jus reformandi, seinem Recht als Landesherr Gebrauch, die Konfession seiner Untertanen zu bestimmen, und setzte dies für die Grafschaft Hanau-Münzenberg weitgehend als verbindlich durch. 
1662 kam es im Hanauer Amt Ortenberg zu einer massiven Hexenverfolgung. Eine zentrale Rolle bei der Verfolgung der „Hexen“ spielte wahrscheinlich der Hanauer Amtmann Ludwig Geis. Auch vier Frauen aus Selters wurden als Hexen hingerichtet und mit dem Schwert geköpft.
Die Grafschaft Hanau fiel 1736 beim Tod des letzten Hanauer Grafen, Johann Reinhard III., aufgrund eines Erbvertrages an die Landgrafschaft Hessen-Kassel und damit auch Selters.

### Neuzeit
Das Hanauer, später hessische „Amt Ortenberg“ gehörte ab 1810 zum Großherzogtum Hessen und war hier dem Dominialamt Ortenberg zugeordnet. 1821 bildete das Großherzogtum den Landratsbezirk Nidda, in den auch alle Teile des ehemaligen Amtes Ortenberg verschmolzen und der ab 1832 Kreis Nidda hieß. Mit der Revolution von 1848 wurde kurzzeitig der Regierungsbezirk Nidda gebildet, 1852 aber der Kreis Nidda wiederbelebt. 1874 kamen die Gebiete des ehemaligen Amtes Ortenberg zum Landkreis Büdingen, der mit der Gebietsreform in Hessen 1972 im Wetteraukreis aufging. 
Hessische Gebietsreform (1970–1977)
Die bis dahin selbständige Gemeinde Selters wurde im Zuge der Gebietsreform in Hessen zum 31. Dezember 1971 auf freiwilliger Basis als Stadtteil in die im gleichen Jahr erweiterte Stadt Ortenberg eingemeindet.
Für Selters wurde, wie für die übrigen Stadtteile von Ortenberg, ein Ortsbezirk gebildet.

### Verwaltungsgeschichte im Überblick
Die folgende Liste zeigt die Staaten und Verwaltungseinheiten, denen Selters angehört(e):
- vor 1601: Heiliges Römisches Reich, Amt Ortenberg (Kondominat des Wetterauer Grafenvereins)
- ab 1601: Heiliges Römisches Reich, Grafschaft Hanau-Münzenberg, Amt Ortenberg
- ab 1736: Heiliges Römisches Reich, Landgrafschaft Hessen-Kassel, Grafschaft Hanau-Münzenberg, Amt Ortenberg
- ab 1803: Heiliges Römisches Reich, Landgrafschaft Hessen-Kassel, Fürstentum Hanau, Amt Ortenberg[Anm. 2]
- ab 1806: Kaiserreich Frankreich,[Anm. 3] Fürstentum Hanau, Amt Ortenberg
- ab 1810: Großherzogtum Hessen (Souveränitätslande),[Anm. 4] Fürstentum Oberhessen, Amt Ortenberg
- ab 1815: Großherzogtum Hessen, Provinz Oberhessen, Amt Ortenberg[10]
- ab 1821: Großherzogtum Hessen, Provinz Oberhessen, Landratsbezirk Nidda[11][Anm. 5]
- ab 1832: Großherzogtum Hessen, Provinz Oberhessen, Kreis Nidda
- ab 1848: Großherzogtum Hessen, Regierungsbezirk Nidda
- ab 1852: Großherzogtum Hessen, Provinz Oberhessen, Kreis Nidda
- ab 1867: Norddeutscher Bund,[Anm. 6]  Großherzogtum Hessen, Provinz Oberhessen, Kreis Nidda
- ab 1871: Deutsches Reich, Großherzogtum Hessen, Provinz Oberhessen, Kreis Nidda
- ab 1874: Deutsches Reich, Großherzogtum Hessen, Provinz Oberhessen, Kreis Büdingen
- ab 1918: Deutsches Reich (Weimarer Republik), Volksstaat Hessen, Provinz Oberhessen, Kreis Büdingen
- ab 1938: Deutsches Reich, Volksstaat Hessen, Landkreis Büdingen[12][Anm. 7]
- ab 1945: Amerikanische Besatzungszone, Groß-Hessen,[Anm. 8] Regierungsbezirk Darmstadt, Landkreis Büdingen
- ab 1946: Amerikanische Besatzungszone, Land Hessen, Regierungsbezirk Darmstadt, Landkreis Büdingen
- ab 1949: Bundesrepublik Deutschland, Land Hessen, Regierungsbezirk Darmstadt, Landkreis Büdingen
- ab 1972: Bundesrepublik Deutschland, Land Hessen, Regierungsbezirk Darmstadt, Wetteraukreis, Stadt Ortenberg

## Bevölkerung
Einwohnerstruktur 2011
Nach den Erhebungen des Zensus 2011 lebten am Stichtag dem 9. Mai 2011 in Selters 849 Einwohner. Darunter waren 33 (3,9 %) Ausländer.
Nach dem Lebensalter waren 126 Einwohner unter 18 Jahren, 327 zwischen 18 und 49, 168 zwischen 50 und 64 und 228 Einwohner waren älter.
Die Einwohner lebten in 315 Haushalten. Davon waren 93 Singlehaushalte, 81 Paare ohne Kinder und 102 Paare mit Kindern, sowie 33 Alleinerziehende und 6 Wohngemeinschaften. In 45 Haushalten lebten ausschließlich Senioren und in 231 Haushaltungen lebten keine Senioren.
Einwohnerentwicklung
| Selters: Einwohnerzahlen von 1834 bis 2022 | Selters: Einwohnerzahlen von 1834 bis 2022 | Selters: Einwohnerzahlen von 1834 bis 2022 | Selters: Einwohnerzahlen von 1834 bis 2022 | Selters: Einwohnerzahlen von 1834 bis 2022 |
| --- | ------------------------------------------ | ------------------------------------------ | ------------------------------------------ | ------------------------------------------ |
| Jahr |                                            |                                            |                                            | Einwohner                                  |
| 1834 | 1834                                       |                                            | 373                                        | 373                                        |
| 1840 | 1840                                       |                                            | 412                                        | 412                                        |
| 1846 | 1846                                       |                                            | 403                                        | 403                                        |
| 1852 | 1852                                       |                                            | 358                                        | 358                                        |
| 1858 | 1858                                       |                                            | 379                                        | 379                                        |
| 1864 | 1864                                       |                                            | 404                                        | 404                                        |
| 1871 | 1871                                       |                                            | 362                                        | 362                                        |
| 1875 | 1875                                       |                                            | 331                                        | 331                                        |
| 1885 | 1885                                       |                                            | 349                                        | 349                                        |
| 1895 | 1895                                       |                                            | 369                                        | 369                                        |
| 1905 | 1905                                       |                                            | 391                                        | 391                                        |
| 1910 | 1910                                       |                                            | 428                                        | 428                                        |
| 1925 | 1925                                       |                                            | 462                                        | 462                                        |
| 1939 | 1939                                       |                                            | 400                                        | 400                                        |
| 1946 | 1946                                       |                                            | 754                                        | 754                                        |
| 1950 | 1950                                       |                                            | 684                                        | 684                                        |
| 1956 | 1956                                       |                                            | 599                                        | 599                                        |
| 1961 | 1961                                       |                                            | 593                                        | 593                                        |
| 1967 | 1967                                       |                                            | 566                                        | 566                                        |
| 1970 | 1970                                       |                                            | 562                                        | 562                                        |
| 1980 | 1980                                       |                                            | ?                                          | ?                                          |
| 1990 | 1990                                       |                                            | ?                                          | ?                                          |
| 2000 | 2000                                       |                                            | ?                                          | ?                                          |
| 2008 | 2008                                       |                                            | 821                                        | 821                                        |
| 2010 | 2010                                       |                                            | 854                                        | 854                                        |
| 2011 | 2011                                       |                                            | 849                                        | 849                                        |
| 2014 | 2014                                       |                                            | 837                                        | 837                                        |
| 2018 | 2018                                       |                                            | 861                                        | 861                                        |
| 2022 | 2022                                       |                                            | 763                                        | 763                                        |
| Datenquelle: Historisches Gemeindeverzeichnis für Hessen: Die Bevölkerung der Gemeinden 1834 bis 1967. Wiesbaden: Hessisches Statistisches Landesamt, 1968. Weitere Quellen: ; Stadt Ortenberg:; Zensus 2011; 2022 |                                            |                                            |                                            |                                            |

Historische Religionszugehörigkeit
| • 1961: | 510 evangelische (= 86,00 %), 72 katholische (= 12,14 %) Einwohner |

## Politik
Für Selters besteht ein Ortsbezirk (Gebiete der ehemaligen Gemeinde Selters) mit Ortsbeirat und Ortsvorsteher nach der Hessischen Gemeindeordnung.
Der Ortsbeirat besteht aus sieben Mitgliedern. Bei den Kommunalwahlen in Hessen 2021 betrug die Wahlbeteiligung zum Ortsbeirat 44,73 %. Alle Kandidaten gehörten der „Bürgerliste Selters“ an. Der Ortsbeirat wählte Sabrina Glas zur Ortsvorsteherin.

## Kulturdenkmäler
Siehe: Liste der Kulturdenkmäler in Selters

## Bildung
Oberhalb der Domäne Konradsdorf liegt die 1974 eröffnete Gesamtschule Konradsdorf, eine additive Gesamtschule mit Förderstufe und Gymnasialer Oberstufe.

## Verkehr
Durch den Ort führen die Bundesstraße 275, die Bundesstraße 457 und die Landesstraße 3191.
Die Oberwaldbahn ist stillgelegt. Hier gab es den Haltepunkt Selters (Hess).
Der Vulkanradweg läuft über die ehemaligen Oberwaldbahn von Stockheim nach Lauterbach (Hess). Heute ist der Vulkanradweg Teil des BahnRadweg Hessen, der auf ehemaligen Bahntrassen ca. 250 km durch den Vogelsberg und die Rhön führt.

## Söhne und Töchter des Ortes
- Friedrich Karl Blum (1748–1826), Geheimer Steuerrat in Hanau
- Georg Ludwig Geis, hanauischer Amtmann des Amtes Ortenberg, der 1662 als Oberschultheiß zur Ganerbschaft Lindheim wechselte, wo er 1663/64 Hexenprozesse durchführte, die 19 Opfer forderten.[18]
- Heinz Holzhauer (* 1935), deutscher Jurist und Rechtshistoriker.